# Művészeti versenyek a nyári olimpiai játékokon
Az 1912. évi stockholmi olimpián a sporttal kapcsolatos műveknek is rendeztek versenyeket, amiken az alkotók prózai vagy verses darabok, szobrok, plasztikák, festmények vagy zenei művek mellett sportlétesítmények terveivel vettek részt. Innentől az 1948. évi londoni játékokig mind a hét megrendezett olimpia műsorához kapcsolódtak művészeti díjazások, azonban ezeket a díjakat, illetve programokat a Nemzetközi Olimpiai Bizottság nem ismeri el a hivatalosak között.

## Műfajok
| Művek      | műfaj               | 12 | 20 | 24 | 28 | 32 | 36 | 48 | Össz. |
| ---------- | ------------------- | -- | -- | -- | -- | -- | -- | -- | ----- |
| Irodalom   | -                   | X  | X  | X  | –  | X  | –  | –  | 4     |
| Irodalom   | Lírai mű            | –  | –  | –  | X  | –  | X  | X  | 3     |
| Irodalom   | Drámai mű           | –  | –  | –  | X  | –  | –  | –  | 1     |
| Irodalom   | Epikai mű           | –  | –  | –  | X  | –  | X  | X  | 3     |
| Szobrászat | -                   | X  | X  | X  | –  | –  | –  | –  | 3     |
| Szobrászat | Szobrok             | –  | –  | –  | X  | X  | –  | –  | 2     |
| Szobrászat | Dombormű            | –  | –  | –  | X  | X  | –  | –  | 2     |
| Szobrászat | Érmék               | –  | –  | –  | –  | –  | X  | –  | 1     |
| Szobrászat | Féldomborművek      | –  | –  | –  | –  | –  | X  | –  | 1     |
| Szobrászat | Körplasztika        | –  | –  | –  | –  | –  | X  | X  | 2     |
| Szobrászat | Veretek             | –  | –  | –  | –  | –  | –  | X  | 1     |
| Festészet  | -                   | X  | X  | X  | –  | –  | –  | –  | 3     |
| Festészet  | Festmények          | –  | –  | –  | X  | –  | X  | –  | 2     |
| Festészet  | Olajfestmények      | –  | –  | –  | –  | X  | –  | –  | 1     |
| Festészet  | Olaj és víz festm.  | –  | –  | –  | –  | –  | –  | X  | 1     |
| Festészet  | Vízfestmények       | –  | –  | –  | X  | X  | X  | –  | 3     |
| Festészet  | Grafikák            | –  | –  | –  | –  | X  | X  | –  | 2     |
| Festészet  | Alkalmazott grafika | –  | –  | –  | –  | –  | X  | X  | 2     |
| Festészet  | Metszet, rézkarc    | –  | –  | –  | –  | –  | –  | X  | 1     |
| Építészet  | -                   | X  | X  | X  | –  | –  | –  | –  | 3     |
| Építészet  | Sportlétesítmény    | –  | –  | –  | X  | –  | –  | –  | 1     |
| Építészet  | Sporttelep          | –  | –  | –  | X  | –  | –  | –  | 1     |
| Építészet  | Városépítészet      | –  | –  | –  | –  | X  | X  | X  | 3     |
| Építészet  | Építészeti tervek   | –  | –  | –  | –  | X  | X  | X  | 3     |
| Zene       | -                   | X  | X  | –  | -  | X  | –  | –  | 3     |
| Zene       | Zenekari mű         | –  | –  | –  | X  | –  | X  | X  | 3     |
| Zene       | Énekhangra          | –  | –  | –  | –  | –  | X  | X  | 2     |
| Zene       | Szólóhangszerre     | –  | –  | –  | –  | –  | –  | X  | 1     |
| Összesen   | –                   | 5  | 5  | 4  | 11 | 9  | 12 | 13 |       |

## Éremtáblázat
| Művészeti versenyek az olimpiai játékokon | Művészeti versenyek az olimpiai játékokon | Művészeti versenyek az olimpiai játékokon | Művészeti versenyek az olimpiai játékokon | Művészeti versenyek az olimpiai játékokon | Olimpia  |
| ----------------------------------------- | ----------------------------------------- | ----------------------------------------- | ----------------------------------------- | ----------------------------------------- | -------- |
|                                           | Ország                                    | Arany                                     | Ezüst                                     | Bronz                                     | Összesen |
| 1                                         | Németország (GER)                         | 7                                         | 7                                         | 9                                         | 23       |
| 2                                         | Franciaország (FRA)                       | 6                                         | 4                                         | 5                                         | 15       |
| 3                                         | Olaszország (ITA)                         | 5                                         | 7                                         | 2                                         | 14       |
| 4                                         | Nagy-Britannia (GBR)                      | 3                                         | 5                                         | 1                                         | 9        |
| 5                                         | Egyesült Államok (USA)                    | 3                                         | 5                                         | 0                                         | 8        |
| 6                                         | Ausztria (AUT)                            | 3                                         | 3                                         | 3                                         | 9        |
| 7                                         | Lengyelország (POL)                       | 3                                         | 2                                         | 3                                         | 8        |
| 8                                         | Finnország (FIN)                          | 3                                         | 1                                         | 1                                         | 5        |
| 9                                         | Belgium (BEL)                             | 2                                         | 1                                         | 5                                         | 8        |
| 10                                        | Japán (JPN)                               | 1                                         | 0                                         | 1                                         | 2        |
| 11                                        | Hollandia (NED)                           | 2                                         | 1                                         | 3                                         | 6        |
| 12                                        | Svédország (SWE)                          | 2                                         | 1                                         | 2                                         | 5        |
| 13                                        | Luxemburg (LUX)                           | 2                                         | 1                                         | 0                                         | 3        |
| 14                                        | Svájc (SUI)                               | 1                                         | 3                                         | 1                                         | 5        |
| 15                                        | Magyarország (HUN)                        | 1                                         | 2                                         | 1                                         | 4        |
| 16                                        | Görögország (GRE)                         | 1                                         | 0                                         | 0                                         | 1        |
| 17                                        | Dánia (DEN)                               | 0                                         | 5                                         | 4                                         | 9        |
| 18                                        | Csehszlovákia (TCH)                       | 0                                         | 1                                         | 2                                         | 3        |
| 19                                        | Írország (IRL)                            | 0                                         | 1                                         | 2                                         | 3        |
| 20                                        | Dél-afrikai Unió (RSA)                    | 0                                         | 1                                         | 1                                         | 2        |
| 21                                        | Kanada (CAN)                              | 0                                         | 1                                         | 1                                         | 2        |
| 22                                        | Norvégia (NOR)                            | 0                                         | 1                                         | 0                                         | 1        |
| 23                                        | Japán (JPN)                               | 0                                         | 0                                         | 2                                         | 2        |
| 24                                        | Monaco (MON)                              | 0                                         | 0                                         | 1                                         | 1        |
|                                           |                                           |                                           |                                           |                                           |          |
| Összesen                                  | Összesen                                  | -                                         | -                                         | -                                         | -        |